# Chinese baardvogel
De Chinese baardvogel (Psilopogon faber synoniem: Megalaima faber) is een baardvogel. In de vorige eeuw werd de soort beschouwd als een ondersoort van de zwartbrauwbaardvogel .

## Verspreiding
Deze soort komt alleen voor in het zuiden van China en het schiereiland Hainan en telt twee ondersoorten:

- P. f. sini: zuidelijk China.
- P. f. faber: Hainan.

## Status
De drie onderling sterk verwant soorten: zwartbrauwbaardvogel (P. oorti), taiwanbaardvogel (P. nuchalis) en Chinese baardvogel zijn geen van allen zeldzaam of bedreigd en passen daarom als niet bedreigd op de Rode Lijst van de IUCN. Echter, de Chinese baardvogel gaat in aantal achteruit maar het tempo ligt onder de 30% in tien jaar (minder dan 3,5% per jaar).